# Equus zebra zebra
La cebra de montaña de El Cabo (Equus zebra zebra) es una subespecie de zebra de montaña encontrada en ciertas regiones montañosas de las provincias del Cabo Occidental y Oriental de Sudáfrica. Es la más pequeña entre todas las especies de cebra existentes y la más restringida geográficamente. Aunque en el pasado estuvo casi en vías de extinción, la población ahora ha aumentado por varios métodos de conservación, y está clasificada como «vulnerable» por la UICN.